# Los demonios en mi puerta
Los demonios en mi puerta es una película china del año 2000 escrita, dirigida y protagonizada por Jiang Wen, inspirada y basada ligeramente en la novela Shengcun de You Fengwei. El largometraje, entre el drama bélico y la comedia negra, está ambientado en una pequeña aldea china durante la época de la segunda guerra sino-japonesa y narra las vicisitudes de un grupo de campesinos obligados a custodiar dos prisioneros por mandato de una figura misteriosa. 
Se estrenó el 12 de mayo de 2000 en el Festival de Cannes, siendo galardonada con el Gran Premio. Posteriormente, fue prohibida en su país de origen.

## Premios y nominaciones
| Año  | Premio                                  | Categoría                                       | Receptor        | Resultado |
| ---- | --------------------------------------- | ----------------------------------------------- | --------------- | --------- |
| 2000 | Festival de Cannes                      | Palma de Oro                                    |                 | Nominada  |
| 2000 | Festival de Cannes                      | Gran Premio                                     |                 | Ganadora  |
| 2001 | Festival Internacional de Cine de Hawái | Premio Netpac                                   |                 | Ganadora  |
| 2003 | Kinema Junpo                            | Mejor director de película en lengua extranjera | Wen Jiang       | Ganador   |
| 2003 | Kinema Junpo                            | Mejor actor de reparto                          | Teruyuki Kagawa | Ganador   |
| 2003 | Mainichi Film Concours                  | Mejor película en lengua extranjera             |                 | Ganadora  |